# Elastinen
Elastinen, geboren als Kimmo Ilpo Juhani Laiho (Helsinki, 18 april 1981), is een Finse hiphop-artiest. Samen met Iso H vormt hij de rapgroep Fintelligens. In 1998 kreeg de groep een platencontract bij Sony Music en in 2003 is Fintelligens samen met de hiphop-formatie Kapasiteettyksikkö een eigen platenmaatschappij begonnen, Rähinä Records. Na de successen met Fintelligens heeft Elastinen een aantal solo-albums geproduceerd, waarvan E.L.A. het nieuwste is.

## Discografie

### Fintelligens
- Renesanssi (2000)
- Tän tahtiin (2001)
- Kokemusten summa (2002)
- Nää Vuodet 1997-2003 (2003), verzamelalbum
- Collections (2007), verzamelalbum
- Lisää (2008)
- Mun tie tai maantie (2010)

### Soloalbums
- Elaksis Kivi (2004)
- Anna Soida (2006)
- E.L.A. (2007)

### Mixtapes
- E.T.T.E. (2006), met Timo Pieni Huijaus